# Hāyk' Hāyk'
Hāyk' Hāyk' är en sjö i Etiopien.   Den ligger i regionen Amhara, i den centrala delen av landet, 280 km norr om huvudstaden Addis Abeba. Hāyk' Hāyk' ligger 1 909 meter över havet. Arean är 22,0 kvadratkilometer. Trakten runt Hāyk' Hāyk' består till största delen av jordbruksmark. Den sträcker sig 6,7 kilometer i nord-sydlig riktning, och 5,4 kilometer i öst-västlig riktning.